# Krigsåret 1967

## Pågående krig
- Inbördeskriget i Tchad (1966-1988)

- Sexdagarskriget (1967)[1]
  - Israel på ena sidan
  - Egypten, Syrien, Jordanien och Irak på andra sidan

- Vietnamkriget (1959-1975)[1]
  - Sydvietnam och USA på ena sidan
  - Nordvietnam på andra sidan

## Händelser

### Juni
- 5 - Israel förintar Egyptens, Jordaniens och Syriens flygvapen i Operation Focus; början av Sexdagarskriget.
- 7 - Israel har erövrat hela Västbanken.
- 8 - Israel har erövrat hela Sinaihalvön.
- 10 - Israel erövrar Golanhöjderna.

### Juli
- 6 - Nigerianska trupper går in i Biafra; början av Inbördeskriget i Nigeria

### November
- 3 - Början av slaget vid Dak To

### Fotnoter
1. 1 2  ”World Statesmen”. http://www.worldstatesmen.org/WARS.html. Läst 28 juni 2011.